# Listă de filme franceze din 2002
Aceasta este o listă de filme franceze din 2002:
| Titlu                                    | Regizor              | Actori                                                   | Gen                  | Note                                                                                              |
| ---------------------------------------- | -------------------- | -------------------------------------------------------- | -------------------- | ------------------------------------------------------------------------------------------------- |
| 8 Women                                  | François Ozon        |                                                          | Comedy mystery       | 5 wins & 19 nominations                                                                           |
| Adolphe                                  | Benoît Jacquot       | Isabelle Adjani                                          | Drama                | 1 win                                                                                             |
| The Adversary                            | Nicole Garcia        |                                                          |                      | Entered into the 2002 Cannes Film Festival                                                        |
| Aram                                     | Robert Kechichian    | Simon Abkarian                                           | Drama                | 1 win, 1 nomination                                                                               |
| Asterix & Obelix: Mission Cleopatra      | Alain Chabat         | Gerard Depardieu, Christian Clavier                      | Adventure comedy     | 1 win & 4 nominations                                                                             |
| Balzac and the Little Chinese Seamstress | Dai Sijie            | Zhou Xun, Liu Ye                                         | Period drama         |                                                                                                   |
| Carnage                                  | Delphine Gleize      |                                                          |                      | Screened at the 2002 Cannes Film Festival                                                         |
| Demonlover                               | Olivier Assayas      | Connie Nielsen                                           | Thriller drama       | Nominated for Palme d'Or at Cannes, +3 wins, +2 nom.                                              |
| Décalage Horaire                         | Danièle Thompson     | Juliette Binoche, Jean Reno                              | Romantic comedy      | Nominated for César Award                                                                         |
| Filles perdues, cheveux gras             | Claude Duty          | Amira Casar, Marina Foïs, Olivia Bonamy, Charles Berling | Musical comedy-drama | Screened at the 2002 Cannes Film Festival, Best French Script at the 2002 Deauville Film Festival |
| Glowing Eyes                             | Jacques Nolot        |                                                          |                      | Screened at the 2002 Cannes Film Festival                                                         |
| He Loves Me... He Loves Me Not (film)    | Laetitia Colombani   | Audrey Tautou                                            | Romance thriller     | 1 nomination                                                                                      |
| L'homme du train                         | Patrice Leconte      | Jean Rochefort, Johnny Hallyday                          |                      | Nominated for Golden Lion, +6 wins, +2 nom.                                                       |
| Irréversible                             | Gaspar Noé           | Monica Bellucci, Vincent Cassel                          | Crime drama          | Nominated for Palme d'Or, +2 wins, +4 nom.                                                        |
| A Loving Father                          | Jacob Berger         | Gerard Depardieu, Guillaume Depardieu                    | Drama                |                                                                                                   |
| Marie-Jo and Her Two Lovers              | Robert Guédiguian    | Ariane Ascaride                                          |                      | Entered into the 2002 Cannes Film Festival                                                        |
| A Piece of Sky                           | Bénédicte Liénard    | Séverine Caneele                                         |                      | Screened at the 2002 Cannes Film Festival                                                         |
| Rue des plaisirs                         | Patrice Leconte      |                                                          |                      |                                                                                                   |
| Secret Things                            | Jean-Claude Brisseau | Coralie Revel, Sabrina Seyvecou                          | Drama                |                                                                                                   |
| Seventeen Times Cecile Cassard           | Christophe Honoré    | Béatrice Dalle                                           |                      | Screened at the 2002 Cannes Film Festival                                                         |
| The Son                                  | Dardenne brothers    | Olivier Gourmet                                          | Drama                | 8 wins & 7 nominations                                                                            |
| The Spanish Apartment                    | Cédric Klapisch      | Romain Duris, Judith Godrèche                            | Romantic comedy      | 7 wins & 8 nominations                                                                            |
| Speak to Me of Love                      | Sophie Marceau       | Judith Godrèche                                          | Drama                | 1 win & 1 nomination                                                                              |